# La Campinya
La Campinya (en neerlandès, De Kempen) és la regió geogràfica i històrica que es troba en la frontera de Bèlgica amb els Països Baixos.

## Geografia
Els Kempen estan formats d'una plana alta i sorrenca de landa, de torberes altes, de prats, d'aiguamolls i de boscs a les províncies belgues d'Anvers, Limburg i la part meridional de la província neerlandesa Brabant del Nord.
La ciutat de Turnhout es considera com la seva capital, tot i que els Kempen no formen una subdivisió administrativa ni tampoc una província històrica. Altres ciutats són Lier, Herentals i Eindhoven.

## Etimologia
El nom prové del mot llatí Campina o Campínia (camps) tot i que els romans van anomenar la regió arenosa al marge esquerre del Mosa Taxàndria, per la presència de boscs llargs de teixos, que aviat van sobreexplotar fins a la seva desaparició completa.

## Agricultura

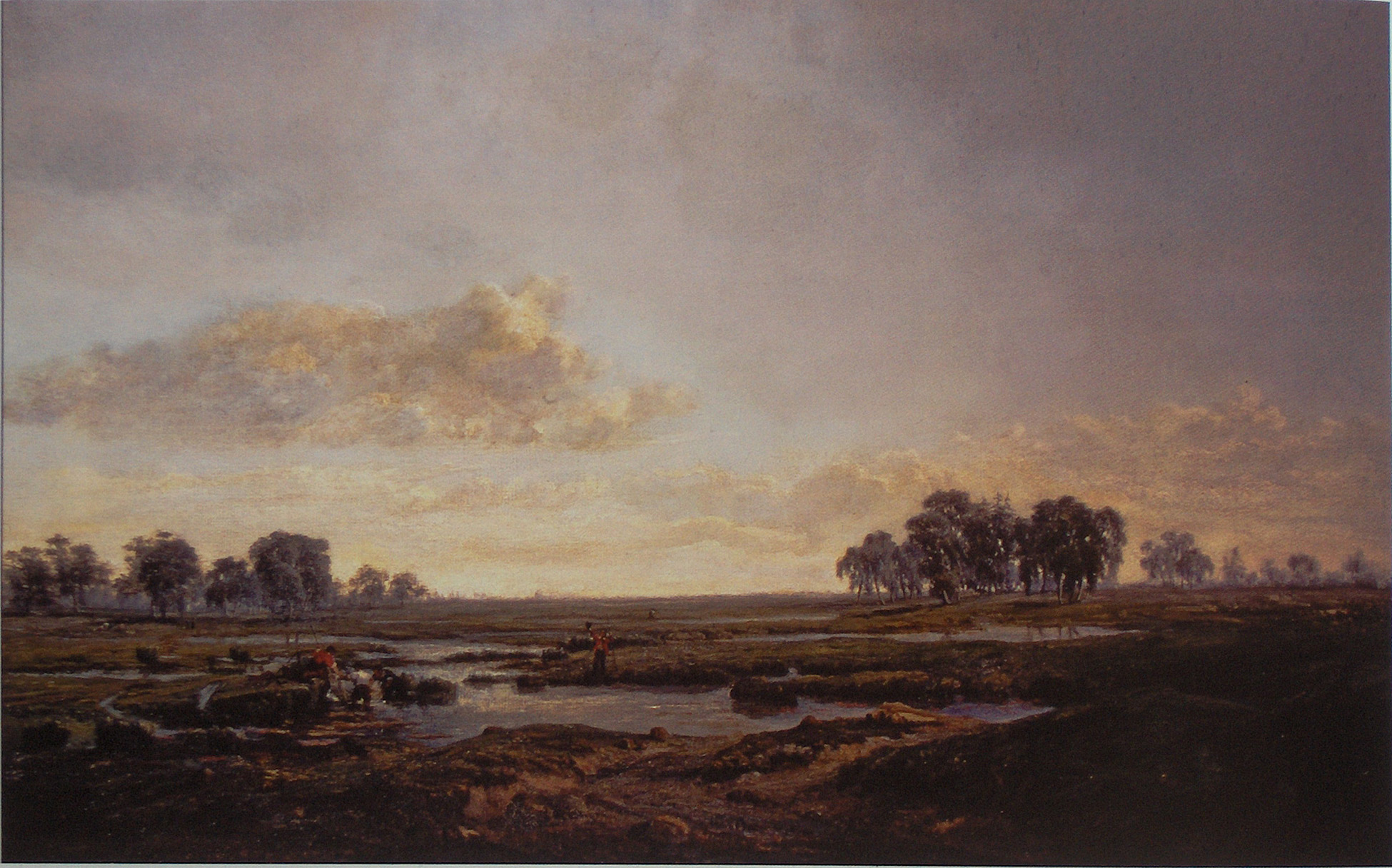
Edouard Huberti: torberes als Kempen (1855)

El paisatge va canviar molt al llarg des segles, per la intervenció humana. Els boscs de teixos del temps dels eburons i dels romans van desaparèixer sota l'explotació econòmica. La utilització del terra sorrenc i pobre com a pastura per a xais i cabres durant segles va prevenir el bosc de regenerar-se i va crear un paisatge de landa. S'hi va cultivar també sègol i més tard patates.

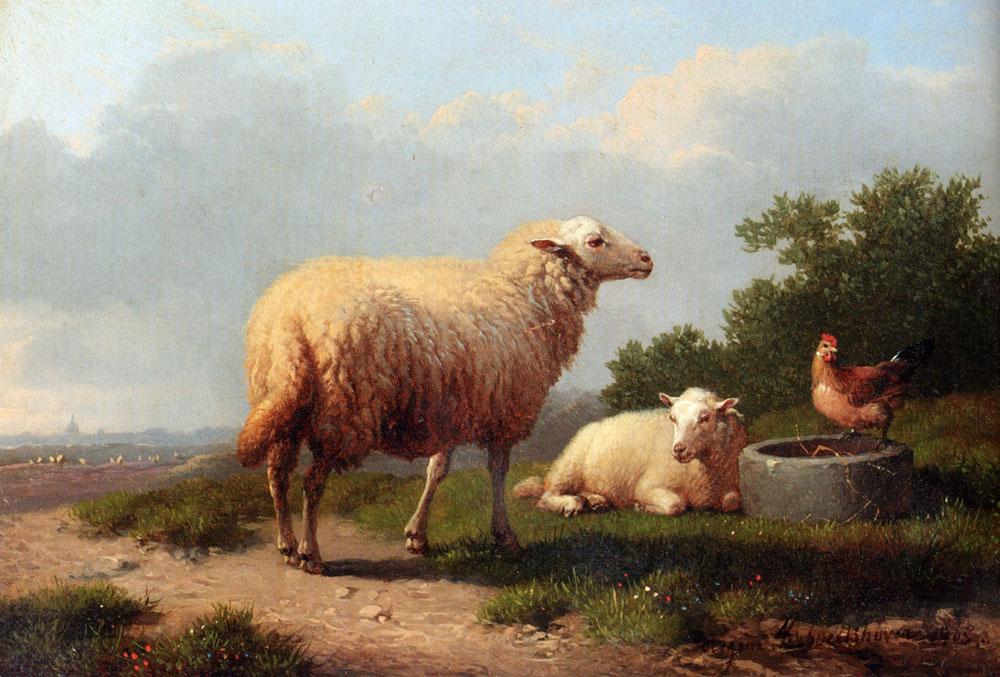
Eugène Verboeckhoeven: Xais de landa als Kempen (1865)

Al segle xix, quan van obrir-se les mines de carbó a Limburg, una grand part de la landa va transformar-se en boscs de monoconreu de pícees, per a fabricar puntals. En perdre el seu paper econòmic, molts d'aquests boscs van transformar-se en espais naturals, que són renaturalitzats per a rompre la monotonia i promoure la biodiversitat. Es recreen els aiguamolls que estaban assecades, es reintrodueix un pasturatge extensiu controlat per a evitar que la landa es transforma en bosc, la reintroducció i la protecció del Xai de la landa dels Kempen, etc.

## Economia
Fins al segle xix, sempre va ser una regió pobre, poca poblada, per causa de la terra poc fèrtil. Tret de ramaderia de xais, l'explotació de les torberes i de la sorra, no hi havia molta activitat. Això va ser la raó per construir-hi fàbriques molt pol·luints de zinc a Lommel, Balen, Overpelt, Olen i Budel, d'arsènic a Bocholt, o de productes químiques a Tessenderlo. Eindhoven va esdevenir la cleda del grup multinacional de Philips. La construcció de la fàbrica de bombetes i la seu del futur grup van transformar el petit poble rural en una ciutat mitjana.

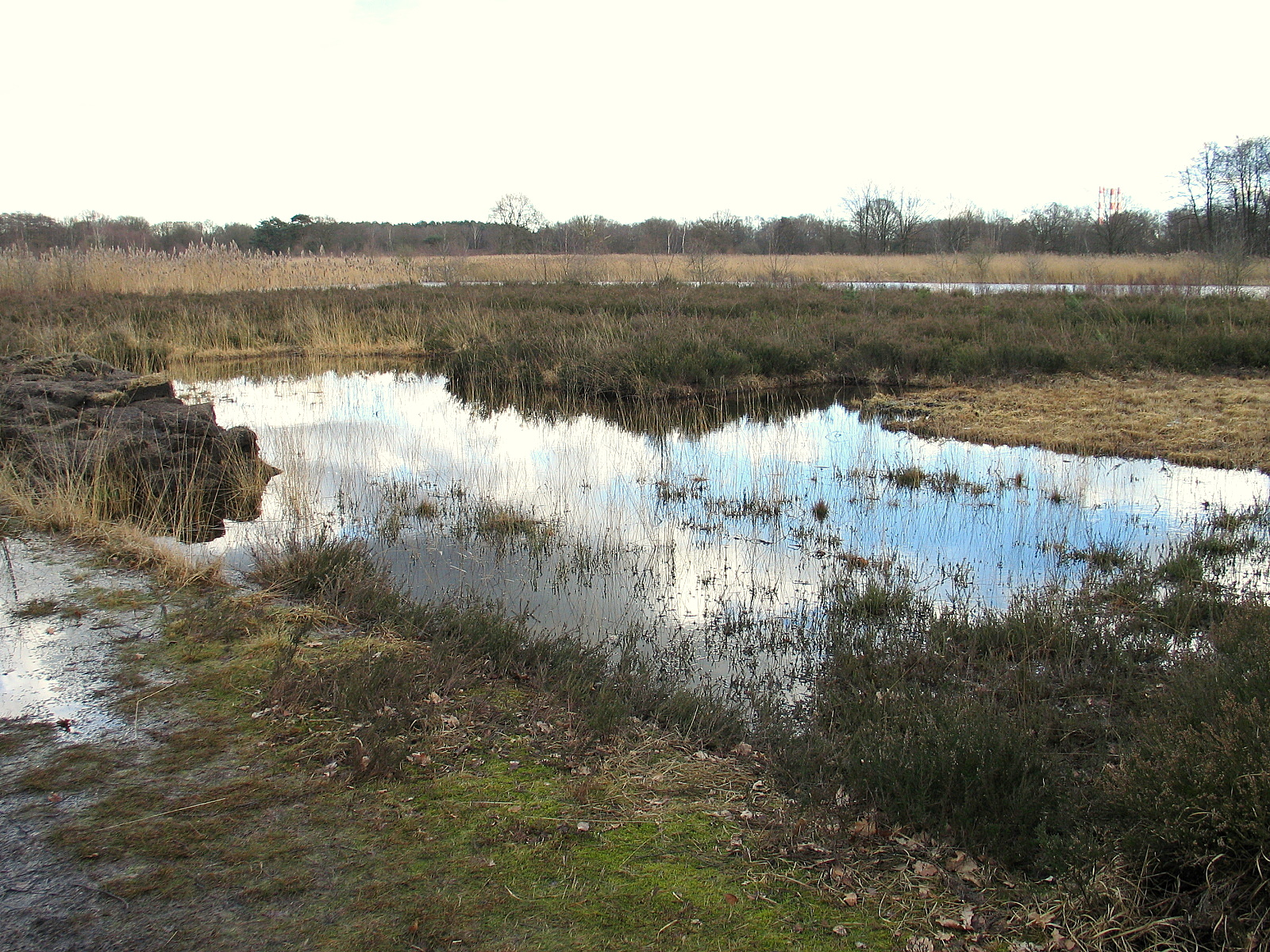
Espai natural De Maten

Per a connectar la regió perifèrica, van construir-se el Canal Bocholt-Herentals, el ferrocarril línia 15 de la NMBS i el canal Albert i més tard l'autopista E-313 Anvers-Lieja
Moltes fàbriques van desaparèixer, en deixar molta terra pol·luïda. Encara avui, en molts llocs es desconsella menjar les fruites del jardí i el mantell freàtic és carregat en metalls pesants. Una nova industrialització va fer-se als marges del Canal Albert, de l'autopista E313 a Genk i a l'eix Hasselt-Eindhoven.

## Llocs d'interès

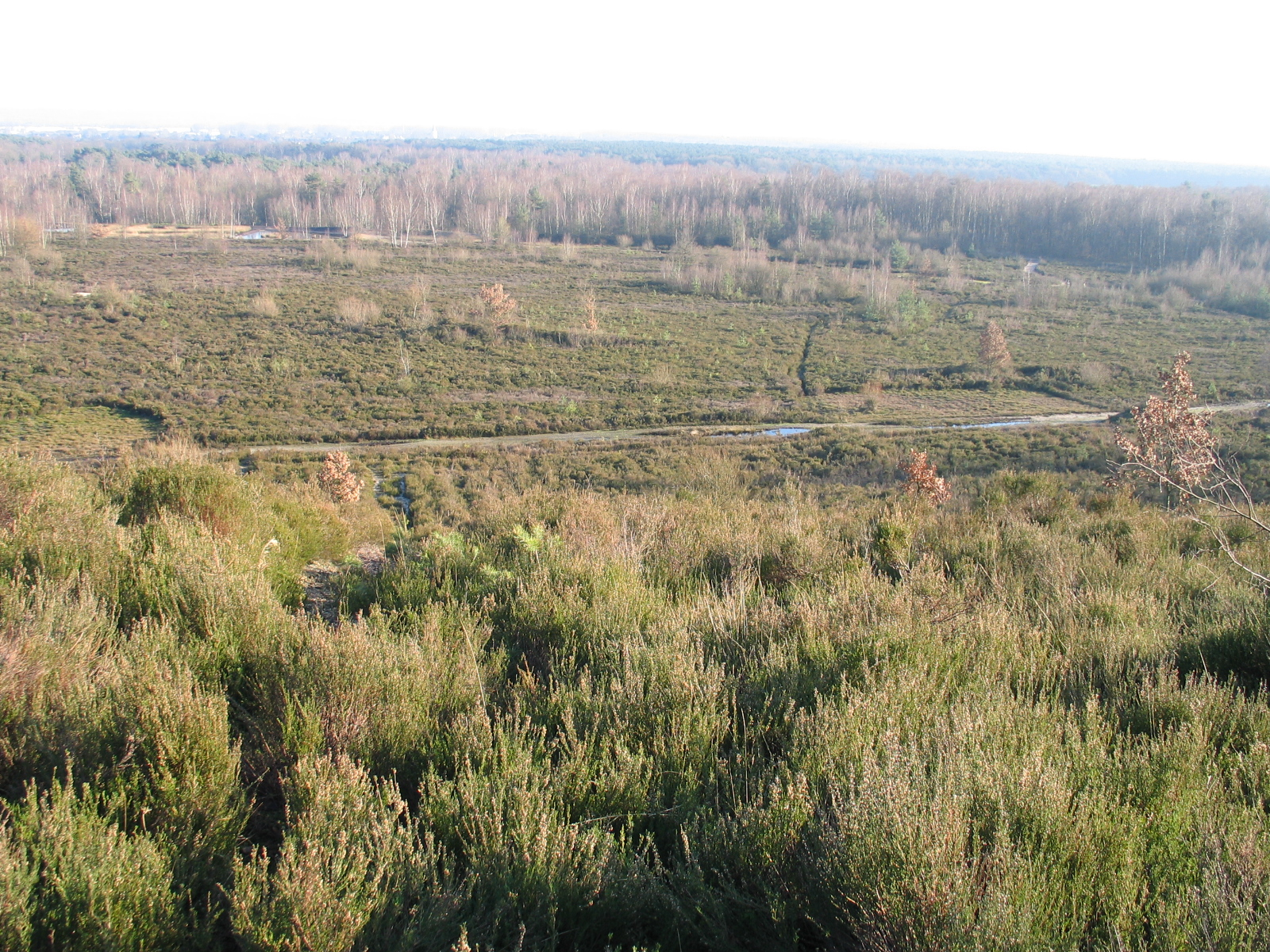
Espai Natural Hoge Kempen

- Arboretum i museu a cel obert de Bokrijk
- El Canal dels Kempen
- Espais naturals
  - Nationaal park Hoge Kempen
  - Kalmthoutse Heide Kalmthout
  - Kampina a Boxtel i Oisterwijk
  - Reserva natural De Kempen a Eersel
  - De Achelse Kluis a Achel
  - De Kesselse Heide
  - De Maten a Genk